# Lịch sử chiến dịch của quân đội La Mã

### Thời kì Nguyên thủ (27 TCN-235 CN)
Giữa các triều đại của hoàng đế Augustus và Traianus, Đế quốc La Mã đã giành được những vùng lãnh thổ rộng lớn ở cả phía Đông và phía Tây. Ở phía Tây, sau một vài chiến thắng trong năm 16 TCN,, quân đội La Mã đã mở rộng biên giới đế quốc về phía bắc và phía đông của Gaul, chinh phục rất nhiều đất đai xứ Germania. Mặc dù vậy, La Mã đã bị mất một đạo quân lớn cùng với hầu hết binh lính của nó với thảm bại của Varus trong trận rừng Teutoburg vào năm 9 CN. Được xem là thất bại quân sự lớn nhất của Đế quốc La Mã, thảm họa này đã chấm dứt quá trình bành trướng của họ về mạn Đông sông Rhine.
La Mã sau đó đã hồi phục và tiếp tục bành trướng và vượt ra ngoài biên giới của thế giới được biết đến. Dưới thời Tiberius, tướng Germanicus lại tổ chức các chiến dịch tấn công Germania trong các năm 15 - 17, nhưng không mấy thành công và chịu nhiều thiệt hại. Mặc dù vậy, để tuyên dương những trận thắng của Germanicus trước quân German trong các chiến dịch của mình, ông được Hoàng đế tổ chức lễ diễu binh khải hoàn vào năm 17. Người La Mã xâm chiếm đảo Anh vào năm 43, chiếm đóng khu vực nội địa,, và xây dựng hai căn cứ quân sự để bảo vệ vùng đất này chống lại các cuộc khởi nghĩa và những cuộc tấn công từ phía bắc.
Hoàng đế Claudius đã ra lệnh tạm dừng các cuộc tấn công hơn nữa trên khắp sông Rhine, và thiết lập nên giới hạn cố định cho sự mở rộng của đế quốc theo hướng này.. Xa hơn về phía đông, Traianus chuyển sự chú ý của ông tới Dacia. Sau một số lượng không chắc chắn các trận chiến xảy ra, Trajan tiến vào Dacia,, bao vây kinh đô của người Dacia và san bằng nó Cùng với việc dẹp yên Dacia, Trajan sau đó xâm chiếm đế quốc Parthia ở phía đông, những cuộc chinh phục của ông đã khiến cho Đế quốc La Mã mở rộng đến đỉnh điểm.
Vào năm 69, Marcus Salvius Otho đã sát hại hoàng đế Galba  và tự mình xưng đế, Tuy nhiên, Vitellius cũng tấn phong mình làm Hoàng đế. Otho sau đó đã rời Roma, và giao chiến với Vitellius trong trận Bedriacum lần thứ nhất, nhưng quân đội của phe Otho lại thua trận và buộc phải rút về trại của họ, và ngày hôm sau họ đầu hàng lực lượng của phe Vitellius. Trong khi đó, các lực lượng quân đội đang đóng quân tại các tỉnh Trung Đông như Judaea và Syria đã tôn Vespasianus lên làm hoàng đế. Quân đội của Vespasianus và Vitellius sau đó đã giao tranh trong trận Bedriacum lần thứ hai, kết quả là quân đội của phe Vitellius bị đánh tan tác. Vespasianus, sau khi thành công trong việc kết thúc cuộc nội chiến, đã được tuyên bố làm hoàng đế.
Cuộc chiến tranh Do Thái-La Mã lần thứ nhất, đôi khi được gọi là Cuộc đại khởi nghĩa, là cuộc khởi nghĩa đầu tiên trong ba cuộc khởi nghĩa lớn của người Do Thái ở tỉnh Judaea chống lại Đế quốc La Mã. Những thành công ban đầu của người Do Thái khi chống lại La Mã chỉ càng thu hút thêm sự chú ý lớn hơn từ Hoàng đế Nero, ông ta đã giao cho tướng Vespasianus nhiệm vụ đè bẹp cuộc khởi nghĩa. Đến năm 68, sự kháng cự của người Do Thái ở khu vực phía Bắc, vùng Galile, đã bị nghiền nát  và trong năm 70 năm, Jerusalem đã bị chiếm cùng với đó Đền thờ thứ hai đã bị phá hủy. Năm 115, một cuộc khởi nghĩa lại tiếp tục nổ ra trong tỉnh, dẫn đến cuộc chiến tranh Do Thái-La Mã lần thứ hai mà còn được gọi là Chiến tranh Kitos, và một lần nữa là vào năm 132, lần này được gọi là cuộc khởi nghĩa của Bar Kokhba. Cả hai cuộc khởi nghĩa này đều bị đàn áp dã man.
Do đã triển khai lực lượng kỵ binh nặng hùng mạnh và lực lượng kị cung cơ động, Parthia là kẻ thù ghê gớm nhất của Đế quốc La Mã ở phía đông. Traianus đã tiến hành chiến dịch chống lại người Parthia và ông đã chiếm được kinh đô của họ trong một thời gian ngắn, đặt một vị vua bù nhìn lên ngai vàng, nhưng các vùng lãnh thổ này sau đó đã bị từ bỏ. Năm 161, vua Parthia là Vologases IV phục hưng quốc gia, mới đem quân đánh Armenia, trục xuất vua bù nhìn thân La Mã, lập người nhà Arsaces là Bakur làm vua. Các thống đốc La Mã Lucius Attidius Cornelianus và Marcus Sedatius Severianus đưa quân vào Armenia, bị thua luôn. Năm 161, Marcus Aurelius lên ngôi hoàng đế, sai tướng Gaius Avidius Cassius đánh Parthia. Thành Seleucia trên sông Tigris của Parthia bị phá hủy, và người Parthia giảng hòa nhưng bị buộc phải nhượng vùng Tây Lưỡng Hà cho La Mã.
Năm 197, Septimius Severus đánh Parthia, cướp phá thủ đô, lấy được một nửa vùng Lưỡng Hà. Severus chết; năm 217, con là Caracalla đích thân đem quân đánh Parthia. Quân La Mã khởi tiến từ Edessa, đến giữa đường thì Caracalla bị giết, chiến dịch cũng bị hủy bỏ. Năm 224, Parthia diệt vong, không phải là do người La Mã mà là do bị vua chư hầu Ba Tư là Ardashir chinh phục, dẫn đến sự thành lập nhà Sassanid của Ba Tư, thay thế Parthia làm kình địch của La Mã ở phía Đông.

### Các vị hoàng đế trại binh và gốc Illyria (235–284) cùng với chế độ chuyên quyền (284-395)
Mặc dù lịch sử chưa xác minh rõ ràng, một vài nhóm dân German, Celt, và những sắc dân pha trộn Celt-German đã định cư trên lãnh thổ Germania từ thế kỷ 1 trở đi. Vấn đề quan trọng của các nhóm bộ tộc lớn trên biên giới hầu như là giống hết tình hình mà La Mã phải đối mặt trong những thế kỷ trước, và thế kỷ thứ 3 đã chứng kiến một sự gia tăng đáng kể những mối đe dọa lớn này.
Các nhóm chiến binh người Alamanni liên tục vượt qua biên giới, tấn công Thượng Germania nhiều tới mức mà họ gần như liên tục lâm chiến với Đế quốc La Mã. Tuy nhiên, cuộc tấn công quy mô lớn của họ vào sâu trong lãnh thổ La Mã đã không xảy ra cho đến năm 268. Trong năm đó người La Mã đã bị buộc phải lấy đi rất nhiều binh lực ở biên cương Germaniađ để đáp trả cuộc xâm lược ồ ạt của một liên minh các bộ lạc Đức khác, người Goth, từ phía đông.
Người Alamanni nhanh chóng nắm lấy cơ hội tiến hành một cuộc xâm lược lớn nhằm vào Gaul và miền Bắc Italia. Tuy nhiên, người Visigoth đã bị đánh bại trong trận chiến vào mùa hè năm đó và sau đó họ lại tiếp tục thua chạy tan tác trong trận Naissus 
Người Alamanni mặt khác lại tiếp tục cuộc tấn công của họ nhằm vào Italia gần như ngay lập tức. Mặc dù họ đã đánh bại Aurelianus trong trận Placentia vào năm 271 nhưng họ đã bị đánh lui chỉ một thời gian ngắn sau đó, và họ chỉ tái nổi lên sau năm mươi năm nữa. Trong năm 378, người Goth đã đánh tan tác quân đội của đế quốc Đông La Mã tại trận Hadrianopolis.
Đồng thời, người Frank đã tiến hành cướp bóc suốt khu vực Biển Bắc và eo biển Anh, Người Vandal thì hối hả vượt qua sông Rhine, người Iuthungi tiến đánh khu vực sông Danube, người Iazyge, Carpi và người Taifali quấy rối Dacia, và người Gepids gia nhập với người Goth và người Heruli trong các cuộc tấn công quanh Biển Đen  Vào đầu thế kỷ thứ 5, áp lực nhằm vào biên giới phía tây của La Mã đã gia tăng mãnh liệt.